# Micromacronus sordidus
Micromacronus sordidus là một loài chim trong họ Timaliidae.
M. sordidus là loài đặc hữu của Philippines. Môi trường sống tự nhiên của loài này là rừng ẩm nhiệt đới hoặc cận nhiệt đới và rừng nhiệt đới ẩm nhiệt đới hoặc cận nhiệt đới. Tình trạng của nó là không được biết đầy đủ.